# Diplocolenus penthopitta
Diplocolenus penthopitta är en insektsart som beskrevs av Walker 1851. Diplocolenus penthopitta ingår i släktet Diplocolenus och familjen dvärgstritar. Inga underarter finns listade i Catalogue of Life.